# Fritz Roßmann
Mark Fritz Otto Josef Roßmann, nach 1945 meist Fritz Rossmann (* 22. Juli 1898 in Dresden; † 26. August 1961 in München), war ein deutscher Physiker, Meteorologe und Hochschullehrer.

## Leben und Werk
Er war der Sohn des Bankassistenten Mark Erich Roßmann und dessen Ehefrau Maria Augusta Caroline geborene Gabritsch und wurde in der Fürstenstraße 24 in Dresden geboren. Er studierte nach dem Abschluss am Realgymnasium in Hamburg und promovierte zum Dr. phil. nat. 1926 wurde er Leiter des Observatoriums auf dem Feldberg im Schwarzwald. 1926 wechselte er zur Badischen Wetterwarte in Karlsruhe, war 1934 Leiter der Fliegerhorstwetterwarte in Warnemünde und ging 1935 nach Breslau zur Flugwetter- und Wetterflugstelle. 1936 wechselte er dauerhaft an das Reichsamt für Wetterdienst nach Berlin. 1950 wurde Roßmann Privatdozent an der Universität München. Er starb 1961 an den Folgen eines Herzinfarktes.
Bekanntheit erlangte Rossmann u. a. im Zweiten Weltkrieg durch seine Forschungen zu Funkstörungen und nach Kriegsende durch luftelektronische Messungen für den Wetterdienst mittels Segelflugzeugen in den 1940er Jahren. Daneben gab er, nach den Handschriften übersetzt und erläutert, den ersten Entwurf des Weltsystems von Nikolaus Kopernikus heraus, der seit 1948 in mehreren Auflagen erschien. Er beschäftigte sich außerdem mit Johannes Kepler und dessen astrologischen Bestrebungen.

## Schriften (Auswahl)
- Über die Funkschwierigkeiten bei den Flügen von W. v. Gronau über Grönland. Berlin 1937.
- Das Bewegungsgesetz der Kleintromben. Berlin 1937.
- Johannes Kepler. Neujahrsgabe oder vom Sechseckigen Schnee. W. Keipler, 1943.
- Measurement of atmospheric electricity by means of gliders. 1947.
- (Hrsg.): Nikolaus Kopernikus. Erster Entwurf seines Weltsystems. Wissenschaftliche Buchgesellschaft, Darmstadt 1948.
- Vom Ursprung der Gewitterelektrizität. In: Meteorologische Rundschau 1 (1948), Nr. 7/7, S. 193 bis 195.
- Luftelektrische Messungen mittels Segelflugzeugen. Bad Kissingen 1950.
- Johannes Keplers astrologische Bestrebungen. In: Beiträge zur Grundlagenforschung, Erlangen 1950, S. 85–90.
- Zur Geschichte der Bergwetterwarten. Festrede zur Einweihung des wiederaufgebauten Feldberg-Observatoriums am 17. Oktober 1951. 1952.
- (Hrsg.): Nikolaus Kopernikus. Erster Entwurf seines Weltsystems. Sowie eine Auseinandersetzung Johannes Keplers mit Aristoteles über die Bewegung der Erde (Nachdruck der Ausgabe von 1948). Darmstadt 1966.